# Copa Presidente de Surinam
La Copa Presidente de Surinam es la supercopa nacional de fútbol de Surinam, la competencia enfrenta anualmente al campeón de la SVB-Hoofdklasse (Liga nacional) y al campeón de la Copa de Surinam, se disputa desde 1993 y es organizada por la Surinaamse Voetbal Bond.

## Palmarés
| Temporada | Campeón              | Resultado        | Finalista            |
| --------- | -------------------- | ---------------- | -------------------- |
| 1993      | P.V.V.               | 2 - 1            | SV Transvaal         |
| 1994      | SV Robinhood         |                  | SV Leo Victor        |
| 1995      | SV Robinhood         | 2 - 0            | Corona Boys          |
| 1996      | SV Robinhood         | 1 - 0            | SV Transvaal         |
| 1997      | SV Transvaal         | 1 - 1 (pen)      | SV Voorwaarts        |
| 1999      | SV Robinhood         | 3 - 2            | SV Transvaal         |
| 2001      | SV Robinhood         | 3 - 2            | SV Transvaal         |
| 2002      | SV Voorwaarts        | 2 - 1            | SV Transvaal         |
| 2003      | SV Leo Victor        | 4 - 2            | FCS Nacional         |
| 2004      | Walking Bout Company | 5 - 0            | Super Red Eagles     |
| 2005      | FCS Nacional         | 1 - 0            | SV Robinhood         |
| 2006      | Walking Bout Company | 4 - 2            | SV Robinhood         |
| 2007      | Inter Moengotapoe    | 4 - 2            | SV Robinhood         |
| 2008      | SV Transvaal         | 3 - 0            | Inter Moengotapoe    |
| 2009      | Walking Bout Company | 3 - 0            | Inter Moengotapoe    |
| 2010      | Inter Moengotapoe    | 1 - 0            | SV Excelsior         |
| 2011      | Inter Moengotapoe    | 2 - 2 (5-4 pen.) | SV Notch             |
| 2012      | Inter Moengotapoe    | 3 - 2            | SV Robinhood         |
| 2013      | Inter Moengotapoe    | 3 - 1            | Walking Bout Company |
| 2014      | SV Leo Victor        | 1 - 1 (5-3 pen.) | Inter Moengotapoe    |
| 2015      | SV Nishan 42         | 1 - 0            | Inter Moengotapoe    |
| 2016      | SV Robinhood         | 3 - 1            | Inter Moengotapoe    |
| 2017      | Inter Moengotapoe    | 4 - 2            | S.V. Papatam         |
| 2018      |                      |                  |                      |

## Títulos por club
| Club                 | Campeón | 2° | Años campeón                       |
| -------------------- | ------- | -- | ---------------------------------- |
| Inter Moengotapoe    | 6       | 5  | 2007, 2010, 2011, 2012, 2013, 2017 |
| SV Robinhood         | 6       | 4  | 1994, 1995, 1996, 1999, 2001, 2016 |
| Walking Bout Company | 3       | 1  | 2004, 2006, 2009                   |
| SV Transvaal         | 2       | 5  | 1997, 2008                         |
| SV Leo Victor        | 2       | 1  | 2003, 2014                         |
| SV Voorwaarts        | 1       | 1  | 2002                               |
| FCS Nacional         | 1       | 1  | 2005                               |
| P.V.V.               | 1       | -  | 1993                               |
| SV Nishan 42         | 1       | -  | 2015                               |